# Hermann von Wissmann
Hermann von Wissmann (4. september 1853 i Frankfurt an der Oder – 15. juni 1905 i Weißenbach bei Liezen i Steiermark) var en tysk Afrikaforsker. Fra den 8. februar 1888 til den 21. februar 1891 var han rigskommissær og fra den 26. april 1895 til den 3. december 1896 guvernør for kolonien Tysk Østafrika.
Fra 1883 til 1885 udforskede han Centralafrika på opgave fra Leopold 2. af Belgien, og han gennemførte en omfattende rejse fra Congofloden til Zambezimundingen fra 1886 til 1887.
Han var far til geografen og Arabienforskeren Hermann von Wissmann.